# Klaus Kornwachs
Klaus Kornwachs (* 12. Februar 1947 in Engen) ist ein deutscher Physiker und Technikphilosoph.

## Leben
Klaus Kornwachs studierte von 1966 bis 1973 Physik, Mathematik und Philosophie in Tübingen, Freiburg und Kaiserslautern und war als Visiting Fellow an der University of Massachusetts Amherst. Die Promotion erfolgte zum Thema "Kontext und Sprechakttheorie". Ab 1979 war er Mitarbeiter am Fraunhofer-Institut für Produktionstechnik und Automatisierung, später am Fraunhofer-Institut für Arbeitswirtschaft und Organisation. Er habilitierte sich 1987 im Fach Philosophie zum Thema "Offene Systeme und die Frage nach der Information". 1991 erhielt er den Forschungspreis Technische Kommunikation.
Von 1992 bis 2011 hatte Kornwachs den Lehrstuhl für Technikphilosophie an der BTU Cottbus inne. Er war Gastprofessor an der Budapest University of Technology and Economy (BUTE), an der Technischen Universität Wien und der Technical University of Dalian, China.
Klaus Kornwachs ist seit 1990 Honorarprofessor für Philosophie am Humboldt-Zentrum für Geisteswissenschaften der Universität Ulm und seit 2013 Honorary Professor am China Intelligent Urbanization Co-Creation Center an der Tongji University, Shanghai.
Er ist Mitglied der Deutschen Akademie der Technikwissenschaften (acatech) und Herausgeber der über 20-bändigen Buchreihe "Technikphilosophie".

## Forschung

### Systemtheorie
Kornwachs forschte zunächst auf dem Gebiet der analytischen Systemtheorie. Diese ist zu unterscheiden von der soziologischen Systemtheorie Niklas Luhmanns, die Kornwachs für nicht anschließbar an den naturwissenschaftlich-technischen Systembegriff hält. Er entwickelte nach seiner Promotion die Theorie der Pragmatischen Information weiter und postulierte die Wirkung der Pragmatischen Information auf sie empfangende Systeme, indem diese ihr Verhalten und/oder ihre Struktur ändern. Während seiner Zeit am Fraunhofer-Institut wandte sich sein Interesse der Technikfolgenabschätzung zu, vor allem im Bereich der Informations- und Kommunikationstechnologien. Er vertritt den Ansatz der konstruktiven und partizipativen Technikfolgenabschätzung. Er beschäftigte sich später aber auch mit den kommunikationstheoretischen Konsequenzen der langfristigen Auswirkungen von Technologien (wie zum Beispiel Endlagerung nuklearer Abfälle). Dort konnte er zeigen, dass Informationsverluste über entsprechend lange Zeiten unvermeidlich sind und sich daraus ethische Konsequenzen ergeben.

### Wissenschaftstheorie und Technikphilosophie
Die Wissenschaftstheorie hat die Technikwissenschaften bisher kaum zum Gegenstand gehabt. Hier hat Kornwachs Studien vorgelegt, die darauf basieren, dass technisches Wissen nicht die Form von Naturgesetzen, sondern von Regeln hat. Die Strukturen dieser Regeln können logisch analysiert werden. Danach unterscheiden sich Naturwissenschaften und Technikwissenschaften grundlegend, Technik kann nicht mehr als bloße Anwendung naturwissenschaftlicher Erkenntnisse gedeutet werden, sondern hat ihre Erfahrungsbasis in der testbaren Effektivität von Regeln.
Dies hat nach Kornwachs auch Konsequenzen für die Technikethik. Hier entwickelte Kornwachs das Prinzip der Bedingungserhaltung:
Handle immer so, dass die Bedingungen der Möglichkeit verantwortlichen Handelns für alle Beteiligten erhalten bleiben.
Dies zielt vor allem auf ein vorausschauendes Vermeiden von moralischen Dilemmata, insbesondere bei der Technikgestaltung.

### Kultur und Technik
Kornwachs hat in zahlreichen Veröffentlichungen die Zusammenhänge zwischen Kultur und Technik auf dem Gebiet der Mobilität, der Vernetzung, der menschlichen Arbeit und der Energiewende thematisiert. Dabei vertritt er die These, dass funktionierende Technik ihre eigenen Organisationsformen verändert, und dass umgekehrt die organisatorische Hülle die Entwicklung und Ausgestaltung von Technik beeinflusst. Diese organisatorische Hülle bildet sich aus wirtschaftlichen Faktoren, politischen Rahmenbedingungen und kulturellen Gegebenheiten wie Gewohnheiten und Stimmungen. Diese Wechselwirkung macht sich auch in der Wissenschaft bemerkbar.
In seinen Veröffentlichungen tritt Kornwachs für einen konstruktiven Dialog ein zwischen den technikwissenschaftlichen, geistes- und sozialwissenschaftlichen wie den naturwissenschaftlichen Disziplinen.

## Veröffentlichungen (Auswahl)
- Kontext und Sprechakttheorie. Diss. Freiburg 1976.
- Offene Systeme und die Frage nach der Information. Habil. Stuttgart 1987.
- H.-J. Bullinger, K. Kornwachs: Expertensysteme im Produktionsbetrieb – Anwendungen und Auswirkungen. C.H. Beck, München 1990.
- Kommunikation und Information – Zur menschengerechten Gestaltung von Technik. SEL Edition, Springer, Berlin 1993.
- Das Prinzip der Bedingungserhaltung – eine ethische Studie. Lit-Verlag, Münster 2000.
- Logik der Zeit – Zeit der Logik. Lit-Verlag, Münster 2001.
- Software-Entwicklung – Erfahrung und Innovation. Ein Blick auf demografische Veränderung. Zusammen mit S. Berndes, U. Lünstroth, Springer, Heidelberg 2002.
- Zuviel des Guten. Von Boni und falschen Belohnungssystemen. Edition Unseld 27, Suhrkamp Verlag, Frankfurt am Main 2009, ISBN 978-3-518-26027-2.
- Die Entortung der Wissenschaft und Universität 4.0. In: Frank Fuchs-Kittowski, Werner Kriesel (Hrsg.): Informatik und Gesellschaft. Festschrift zum 80. Geburtstag von Klaus Fuchs-Kittowski. Frankfurt am Main, Bern, Bruxelles, New York, Oxford, Warszawa, Wien: Peter Lang Internationaler Verlag der Wissenschaften, PL Academic Research 2016, ISBN 978-3-631-66719-4 (Print), E-ISBN 978-3-653-06277-9 (E-Book).
- Strukturen technologischen Wissens. Analytische Studie zu einer Wissenschaftstheorie der Technik. Edition Sigma, Berlin 2012.
- Philosophie der Technik – eine Einführung. Reihe Wissen, C.H. Beck, München 2013.
- Philosophie für Ingenieure. 3. Auflage, Hanser, München 2018.
- Fragwürdige Geschäftsmodelle mit Künstlicher Intelligenz. In: Peter Brödner, Klaus Fuchs-Kittowski (Hrsg.): Zukunft der Arbeit – Soziotechnische Gestaltung der Arbeitswelt im Zeichen von "Digitalisierung" und "Künstlicher Intelligenz". Tagung der Leibniz-Sozietät am 13. Dezember 2019 in Berlin, Hochschule für Technik und Wirtschaft. (= Abhandlungen der Leibniz-Sozietät der Wissenschaften. Band 67). trafo Wissenschaftsverlag, Berlin 2020, S. 171–198, ISBN 978-3-86464-219-7.